# Petersburg Towarowy Moskiewski
Petersburg Towarowy Moskiewski (ros. Санкт-Петербург-Товарный-Московский) – towarowa stacja kolejowa w miejscowości Petersburg, w Rosji. Położona jest na linii Petersburg - Moskwa.

## Historia
Stacja powstała w XIX w. na Kolei Mikołajewskiej.